# Claudio Castellini

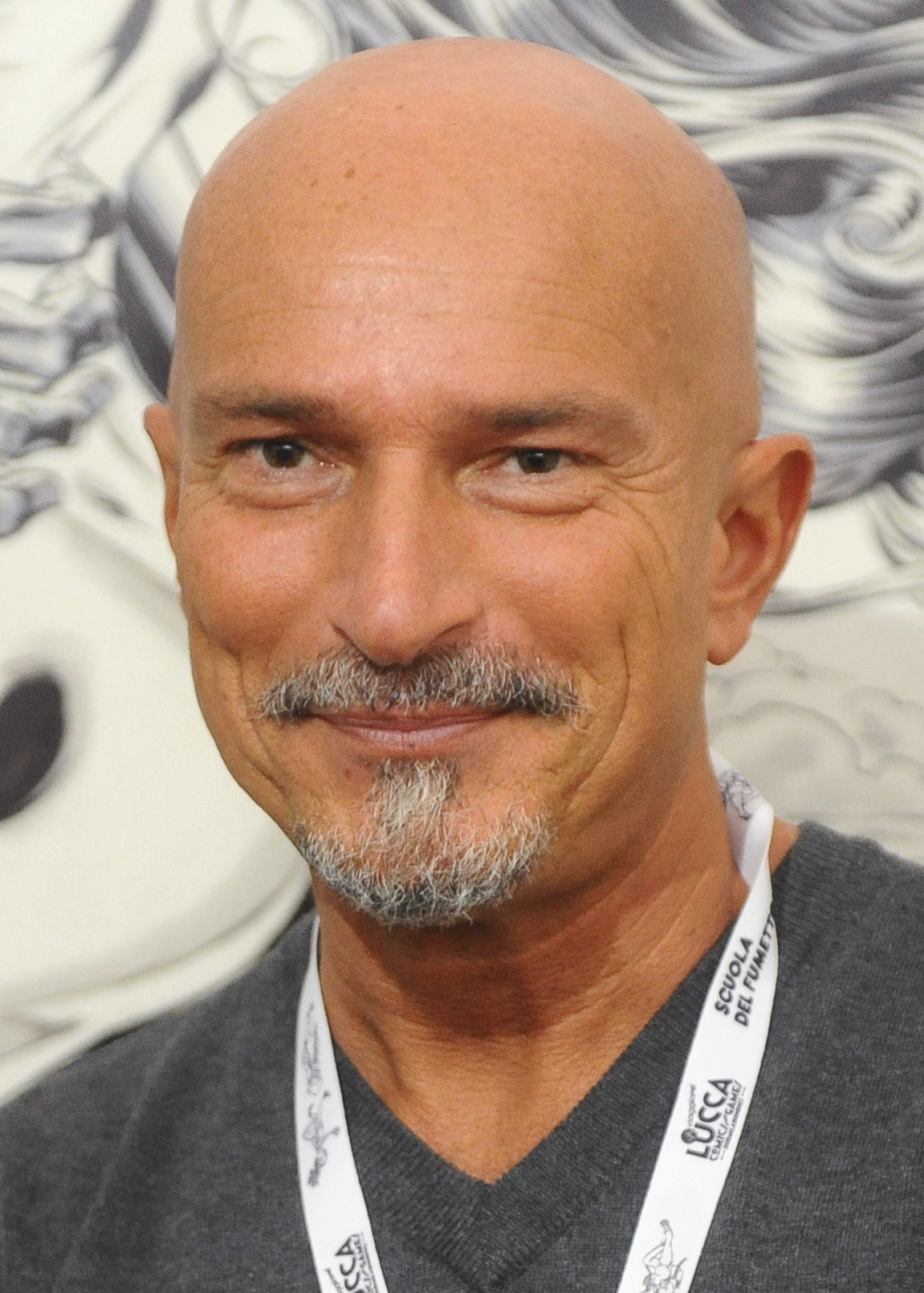
Claudio Castellini a Lucca Comics & Games 2015.

Claudio Castellini (Roma, 3 marzo 1966) è un disegnatore italiano.

## Carriera
Dopo il diploma da geometra si affaccia al mondo del fumetto sotto la guida di suo cognato Pino Rinaldi. Dopo aver vinto il primo premio al concorso del Convegno Fumetto e Fantastico di Prato approda alla Sergio Bonelli Editore, con cui debutta nel 1989 disegnando una storia per Dylan Dog (La casa infestata, n. 30,  marzo 1989). Negli anni successivi contribuì all'elaborazione grafica di Nathan Never, di cui disegnerà il primo albo e tutte le copertine fino al numero 59 (aprile 1996).
Il suo amore per i dettagli tecnici e i particolari, influenzato da artisti come Neal Adams e John Buscema, si vede nella sua prima storia per la Marvel Comics, una storia con protagonista Silver Surfer scritta da Ron Marz. In seguito ha lavorato sul crossover Marvel vs. DC, che lo ha reso popolare negli Stati Uniti d'America.
I suoi ultimi lavori includono Spider-Man, Conan il Barbaro, Batman: Gotham Knights e Wolverine the End.
Negli ultimi anni, per ragioni legate soprattutto all'incompatibilità delle scadenze editoriali con i suoi tempi di lavoro piuttosto lenti a causa del suo stile ricercato e molto dettagliato, ha abbandonato il mondo dell'editoria e si è dedicato quasi unicamente allo sviluppo di tavole su commissione.

## Riconoscimenti
- Premio Yellow Kid al Salone Internazionale dei Comics (1995)

## Opere
- Dylan Dog n. 30 e n. 48 (1989-1990)
- Copertine di Nathan Never nn. 1-59 (1991-1996)
- Copertine di Nathan Never Speciale nn. 1-5 (1992-1995)
- Best Comics n. 24
- Comic Art: Nathan Never n. 85 (1991)
- Comic Art: Nathan Never n. 100 (1993)
- Comic Art: Nathan Never n. 101 (1993)
- Copertina per Starblast vol. 1 n. 1 (Marvel, 1994)
- Silver Surfer: Annual (Pinup) n. 7 (Marvel, 1994)
- Marvel Swimsuit Special (Pinup) vol. 1 n. 3 (Marvel, 1994)
- Official Marvel Index to the X-Men n. 5 (Marvel, 1994)
- Copertina di Fantastic Four: Unlimited vol.1 n. 4 (Marvel, 1993)
- Copertina di Fantastic Four: Unlimited vol.1 n. 5 (Marvel, 1994)
- Copertina di Uomo Ragno numero zero (Marvel, 1994)
- Copertina di Fantastic Four: Unlimited vol. 1 n. 6 (Marvel, 1994)
- Copertina di Fantastic Four: Unlimited vol. 1 n. 7 (Marvel, 1994)
- Copertina di Fantastic Four: Unlimited vol. 1 n. 8 (Marvel, 1994)
- Copertina di Fantastic Four: Unlimited vol. 1 n. 9 (Marvel, 1995)
- Copertina di Fantastic Four: Unlimited vol. 1 n. 10 (Marvel, 1995)
- Copertina di Fantastic Four: Unlimited vol. 1 n. 11 (Marvel, 1995)
- Copertina di Fantastic Four: Unlimited vol. 1 n. 12 (Marvel, 1995)
- Cosmic Powers: Unlimited vol. 1 n. 1 (Marvel, 1995)
- Cosmic Powers: Unlimited vol. 1 n. 2 (Marvel, 1995)
- Cosmic Powers: Unlimited vol. 1 n. 3 (Marvel, 1995)
- Cosmic Powers: Unlimited vol. 1 n. 4 (Marvel, 1995)
- Copertina di Captain Marvel vol. 3 n. 1 (Marvel, 1995)
- Elektra Magazine n. 1 (Marvel, 1996)
- Elektra Magazine n. 2 (Marvel, 1996)
- Silver Surfer: Dangerous Artifacts vol. 1 n. 1 (Marvel, 1996)
- DC vs. Marvel n. 1 (DC, 1996)
- Marvel versus DC n. 2 (Marvel, 1996)
- Marvel versus DC n. 3 (Marvel, 1996)
- DC versus Marvel n. 4 (DC, 1996)
- Green Lantern Gallery (Pinup) n. 1 (DC, 1996)
- Peter Parker: Spider-Man vol. 1 n. 77 (Marvel, 1997)
- Conan the Barbarian: Conan and the Stalker of the Woods vol. 2 n. 1 (Marvel, 1997)
- Conan the Barbarian: Conan and the Stalker of the Woods vol. 2 n. 2 (Marvel, 1997)
- Conan the Barbarian: Conan and the Stalker of the Woods vol. 2 n. 3 (Marvel, 1997)
- Dark Horse Presents n. 137 (Dark Horse, 1998)
- Conan the Barbarian: River of Blood vol. 1 n. 1 (Marvel, 1998)
- Conan the Barbarian: River of Blood vol. 1 n. 2 (Marvel, 1998)
- Conan the Barbarian: River of Blood vol. 1 n. 3 (Marvel, 1998)
- Copertina di Shadow & Light (insieme a John Buscema) vol. 1 n. 3 (Marvel, 1998)
- Copertina di Blade: Sins of the Father n. 1 (Marvel, 1998)
- Copertina di X-Men Unlimited vol. 1 n. 23 (Marvel, 1998)
- Star Wars: Star Wars Tales vol. 1 n. 1 (Dark Horse, 1999)
- Star Wars: Star Wars Tales vol. 1 n. 2 (Dark Horse, 1999)
- CrossGen Chronicles n. 1 (CrossGen, 2000)
- CrossGen Sampler vol. 1 n. 1 (CrossGen, 2000)
- Batman: Gotham Knights n. 19 (DC, 2001)
- Robotech (variant Cover) n. 5 (Wildstorm, 2003)
- Thundercats: The Return (variant Cover) n. 4 (Wildstorm, 2003)
- The Mighty Thor: Lord of Asgard vol. 2 n. 57 (Marvel, 2003)
- The Mighty Thor: Lord of Asgard vol. 2 n. 66 (Marvel, 2003)
- Captain Marvel vol. 4 n. 9 (Marvel, 2003)
- Wolverine: The End vol. 1 n. 1 (Marvel, 2004)
- Wolverine: The End vol. 1 n. 2 (Marvel, 2004)
- Wolverine: The End vol. 1 n. 3 (Marvel, 2004)
- Wolverine: The End vol. 1 n. 4 (Marvel, 2004)
- Wolverine: The End vol. 1 n. 5 (Marvel, 2004)
- Wolverine: The End vol. 1 n. 6 (Marvel, 2004)
- America's Best Comics (Tpb) (Wildstorm, 2004)
- Fantastic Four: Foes n. 6 (Marvel, 2005)
- Copertina di Batman: Gotham Knights n. 69 (DC, 2005)
- Copertina di Batman: Gotham Knights n. 70 (DC, 2005)
- Copertina di Batman: Gotham Knights n. 71 (DC, 2005)
- Copertina di Batman: Gotham Knights n. 72 (DC, 2006)
- Copertina di Batman: Gotham Knights n. 73 (DC, 2006)
- Copertina di Batman: Gotham Knights n. 74 (DC, 2006)
- Red Sonja vol. 1 n. 14 (Entertainmant Dynamite, 2006)
- Superman/Batman (variant Cover) n. 37 (DC, 2007)
- Superman/Batman (variant Cover) n. 38 (DC, 2007)
- Countdown n. 22 (DC, 2007)
- Countdown n. 24 (DC, 2007)
- Countdown n. 25 (DC, 2007)
- Countdown n. 26 (DC, 2007)
- Man and Superman (DC, 2018)